# Drahichyn
Drahichyn o Droguichin (bielorruso: Драгі́чын [draʝitʂɨn], ruso: Дроги́чин, ucraniano: Дорогичин, polaco: Drohiczyn) es una ciudad subdistrital de Bielorrusia, capital del distrito homónimo en la provincia de Brest. 
Se ubica en la carretera de Brest-Pinsk. A 110 km al este de Brest, a 7 km de la estación de ferrocarril Drahičyn en la línea de Brest—Gómel.
En 2017, la ciudad tenía una población de 14 976 habitantes.

## Geografía
La ciudad está situada 105 km al este de Brest y a 164 kilómetros al sureste de Grodno.

## Historia
La ciudad se menciona por primera vez en 1452 como el pueblo de Daviačoravičy (Довечоровичи) y asentada junto a la antigua Pinsk, cuyo territorio pertenecía al Gran Ducado de Lituania. En el siglo XVII perteneció a Lew Ivanovich Sapieha. En 1749 en Pinsk el Mariscal Orzeszkowa fundó el monasterio franciscano. La ciudad tomó el nombre de Drahičyn en 1655 y recibió el estatus de ciudad en 1778—1779. Con pueblos vecinos, mientras que su población era de 785 habitantes, el 69% de cristianos y el 31% de Judíos. Desde 1795 fue parte del Raión de Kobryn. Drahičyn fue anexada al Imperio Ruso en 1795, con motivo de la tercera partición de Polonia, pero perdió su estatus de ciudad. A lo largo del siglo XIX, era administrativamente parte del gobierno de Grodno. En 1883 se inauguró el ferrocarril de Brest—Pinsk a través Drahičyn. En el censo de 1897, su población era de 2.258 habitantes. Sus habitantes se dedican principalmente a la agricultura y el comercio, pero la ciudad tenía varias fábricas pequeñas. Durante la Primera Guerra Mundial, la ciudad fue ocupada por las tropas alemanas en septiembre de 1915. Desde 1921 fue parte de Polonia, el Powiat de Drahičyn de la Provincia de Polesia. Fue en Polonia entre las dos guerras mundiales antes de ser anexada por la Unión Soviética y se adjunta a la República Socialista Soviética de Bielorrusia a finales de 1939. Al año siguiente, recibió el estatus de municipio urbano y se convirtió en un centro de raión. Durante la Segunda Guerra Mundial, la ciudad fue ocupada por la Alemania nazi desde 25 de junio de 1941 hasta el 17 de julio de 1944. Aproximadamente 2.500 Judíos fueron masacrados el 25 de julio de 1942 y el 17 de octubre de 1942. Desde 1954, Drahičyn se adjunta a Voblast Brest. Rrecuperó el estatus de ciudad en 1967.

## Economía
Construcción de maquinaria, materiales de construcción, industria de la alimentación y Hoteles.

## Atracciones
Iglesia de la Candelaria de Drahičyn, Iglesia Pentecostal, Iglesia Bautista y la Iglesia de Nuestra Señora la Reina.